# Contea di Shenchi
La contea di Shenchi (神池县S, Shénchí XiànP) è una contea della Cina, situata nella provincia dello Shanxi e amministrata dalla prefettura di Xinzhou.